# Rivasia fumariae
Rivasia fumariae is een vliesvleugelig insect uit de familie Pteromalidae. De wetenschappelijke naam is voor het eerst geldig gepubliceerd in 2005 door Askew & Nieves-Aldrey.